# Net

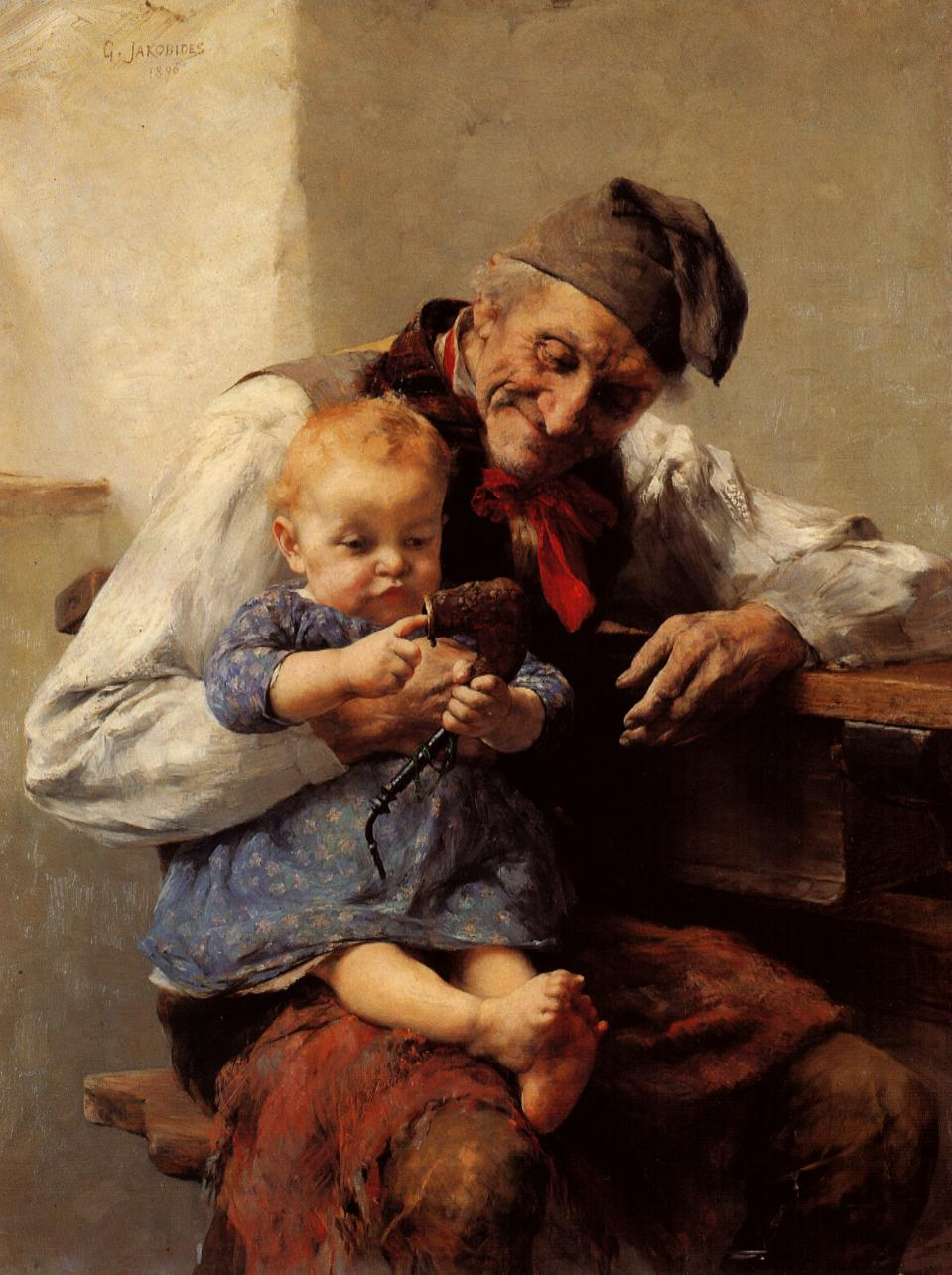
Pintura El favorit. (Avi i net) de Georgios Jakobides, 1890.

El net o la neta és el fill o la filla d'un fill o filla. Un net ho és en relació amb els seus avis.

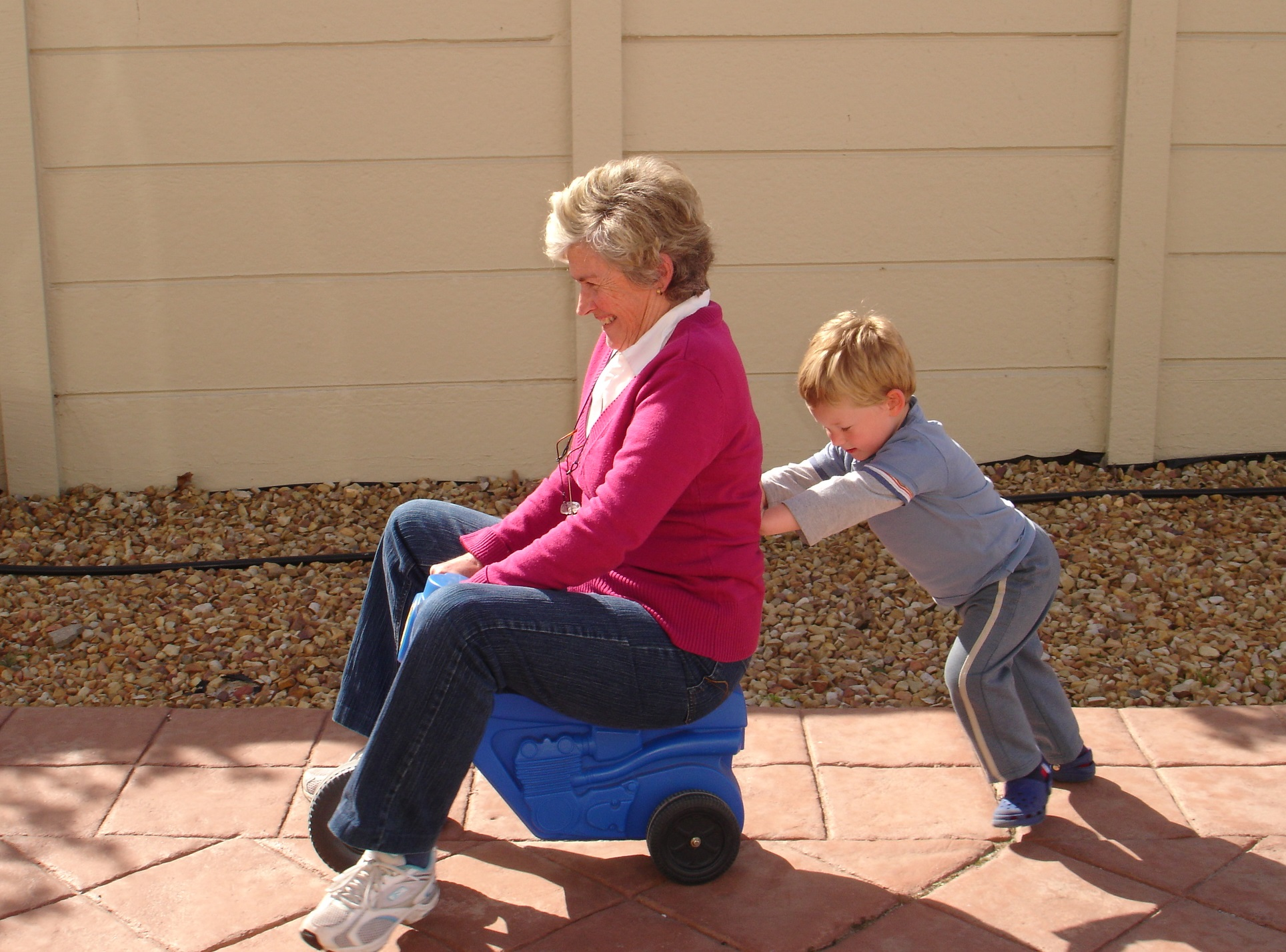
Una àvia juga amb el seu net.

Quadre de relacions de parentiu en català.

Els nets tenen certs drets i responsabilitats respecte els seus avis. Els nets necessitats o amb discapacitat tenen dret al suport econòmic d'un avi amb els mitjans econòmics suficients, sempre que no puguin rebre aquest suport dels seus pares. Al seu torn, els nets que disposen de mitjans suficients estan obligats a atendre els avis en cas de necessitat o incapacitat, si aquests no poden rebre mitjans materials del seu cònjuge o fills. Els nets tenen drets d’herència. Els nets hereten per llei si cap dels hereus no és viu en el moment de la transmissió de l’herència, a més, hereten igualment la part que, segons la llei, hauria d’haver pertangut al seu pare difunt.
La relació entre els nets i els avis és més fàcil quan hi ha proximitat geogràfica o es manté la relació a través de les videoconferències, així com les xarxes socials. Els avis poden ajudar els pares en la criança dels nets o fins i tot substituir-los si els pares moren. Els vincles emocionals dels avis amb els nets acostumen a sobreviure al pas del temps. Els avis també tenen un paper destacat en transmetre elements de la cultura familiar, d'alguna manera d'aquesta manera uneixen el passat, el present i el futur.